# 多治見銀行
多治見銀行（たじみぎんこう）は、明治期から大正期の私立銀行で、岐阜県土岐郡多治見町に本店があった。
1896年（明治29年）に、岐阜県土岐郡多治見町（現多治見市）を本店に、資本金は5万円（払込済1万5千円）で設立。初代頭取には斉藤政七が就任。1925年（大正14年）に名古屋銀行（東海銀行の前身の一つ）に営業譲渡し翌年解散した。

## 沿革
- 1896年（明治29年）8月20日：設立免許
- 1896年（明治29年）9月11日：開業
- 1925年（大正14年）12月3日：名古屋銀行に営業譲渡
- 1926年（大正15年）1月31日：解散

## 営業譲渡時の店舗等
- 本店

岐阜県土岐郡多治見町1222番地ノ2
- 支店（6支店）

土岐津、瑞浪、豊岡、瀬戸、釜戸、名古屋
- 出張所（8箇所）
- 資本金：100万円（払込済70万円）
- 頭取：水野新吾